# Вест-Гаттісбург (Міссісіпі)
Вест-Гаттісбург (англ. West Hattiesburg) — переписна місцевість (CDP) в США, в окрузі Ламар штату Міссісіпі. Населення — 6006 осіб (2020).

## Географія
Вест-Гаттісбург розташований за координатами 31°18′36″ пн. ш. 89°22′38″ зх. д. / 31.31000° пн. ш. 89.37722° зх. д. (31.309957, -89.377151).  За даними Бюро перепису населення США в 2010 році переписна місцевість мала площу 6,49 км², з яких 6,29 км² — суходіл та 0,20 км² — водойми.

## Демографія
Згідно з переписом 2010 року, у переписній місцевості мешкало 5909 осіб у 2444 домогосподарствах у складі 1419 родин. Густота населення становила 911 особа/км².  Було 2762 помешкання (426/км²).
Расовий склад населення:
| - 50,6 % — білих - 42,2 % — чорних або афроамериканців - 2,6 % — азіатів - 0,4 % — корінних американців - 2,3 % — осіб інших рас |

До двох чи більше рас належало 1,9 %. Частка іспаномовних становила 4,9 % від усіх жителів.
За віковим діапазоном населення розподілялося таким чином: 25,3 % — особи молодші 18 років, 64,3 % — особи у віці 18—64 років, 10,4 % — особи у віці 65 років та старші. Медіана віку мешканця становила 28,9 року. На 100 осіб жіночої статі у переписній місцевості припадало 87,5 чоловіків;  на 100 жінок у віці від 18 років та старших — 84,3 чоловіків також старших 18 років.
Середній дохід на одне домашнє господарство  становив 48 073 долари США (медіана — 40 672), а середній дохід на одну сім'ю — 52 571 долар (медіана — 46 300). Медіана доходів становила 49 652 долари для чоловіків та 30 893 долари для жінок. За межею бідності перебувало 24,4 % осіб, у тому числі 31,7 % дітей у віці до 18 років та 11,3 % осіб у віці 65 років та старших.
Цивільне працевлаштоване населення становило 3132 особи. Основні галузі зайнятості: освіта, охорона здоров'я та соціальна допомога — 24,1 %, виробництво — 14,4 %, роздрібна торгівля — 14,0 %.